# Marele Premiu al Braziliei din 2018
Marele Premiu al Braziliei din 2018 (cunoscut oficial ca Formula 1 Grande Prêmio Heineken do Brasil 2018) a fost o cursă auto de Formula 1 ce s-a desfășurat pe 11 noiembrie 2018 pe Autódromo José Carlos Pace din São Paulo, Brazilia. Cursa a fost cea de a douăzecea etapă a Campionatului Mondial de Formula 1 din 2018.

## Calificări
Calificările au avut loc pe 10 noiembrie 2018, începând cu ora locală 15:00 UTC-2, ora 19:00 EET.
| Poz.                  | Nr. | Pilot             | Constructor               | Timpi calificări | Timpi calificări | Timpi calificări | Grila finală |
| Poz.                  | Nr. | Pilot             | Constructor               | Q1               | Q2               | Q3               | Grila finală |
| --------------------- | --- | ----------------- | ------------------------- | ---------------- | ---------------- | ---------------- | ------------ |
| 1                     | 44  | Lewis Hamilton    | Mercedes                  | 1:08,464         | 1:07,795         | 1:07,281         | 1            |
| 2                     | 5   | Sebastian Vettel  | Ferrari                   | 1:08,452         | 1:07,776         | 1:07,374         | 2            |
| 3                     | 77  | Valtteri Bottas   | Mercedes                  | 1:08,492         | 1:07,727         | 1:07,441         | 3            |
| 4                     | 7   | Kimi Räikkönen    | Ferrari                   | 1:08,452         | 1:08,028         | 1:07,456         | 4            |
| 5                     | 33  | Max Verstappen    | Red Bull Racing-TAG Heuer | 1:08,205         | 1:08,017         | 1:07,778         | 5            |
| 6                     | 3   | Daniel Ricciardo  | Red Bull Racing-TAG Heuer | 1:08,544         | 1:08,055         | 1:07,780         | 11           |
| 7                     | 9   | Marcus Ericsson   | Sauber-Ferrari            | 1:08,754         | 1:08,579         | 1:08,296         | 6            |
| 8                     | 16  | Charles Leclerc   | Sauber-Ferrari            | 1:08,667         | 1:08,335         | 1:08,492         | 7            |
| 9                     | 8   | Romain Grosjean   | Haas-Ferrari              | 1:08,735         | 1:08,239         | 1:08,517         | 8            |
| 10                    | 10  | Pierre Gasly      | Scuderia Toro Rosso-Honda | 1:09,046         | 1:08,616         | 1:09,029         | 9            |
| 11                    | 20  | Kevin Magnussen   | Haas-Ferrari              | 1:08,474         | 1:08,659         |                  | 10           |
| 12                    | 11  | Sergio Pérez      | Force India-Mercedes      | 1:09,217         | 1:08,741         |                  | 12           |
| 13                    | 31  | Esteban Ocon      | Force India-Mercedes      | 1:09,264         | 1:08,770         |                  | 18           |
| 14                    | 27  | Nico Hülkenberg   | Renault                   | 1:09,009         | 1:08,834         |                  | 13           |
| 15                    | 35  | Serghéi Sirótkin  | Williams-Mercedes         | 1:09,259         | 1:10,381         |                  | 14           |
| 16                    | 55  | Carlos Sainz Jr.  | Renault                   | 1:09,269         |                  |                  | 15           |
| 17                    | 28  | Brendon Hartley   | Scuderia Toro Rosso-Honda | 1:09,280         |                  |                  | 16           |
| 18                    | 14  | Fernando Alonso   | McLaren-Renault           | 1:09,402         |                  |                  | 17           |
| 19                    | 18  | Lance Stroll      | Williams-Mercedes         | 1:09,441         |                  |                  | 19           |
| 20                    | 2   | Stoffel Vandoorne | McLaren-Renault           | 1:09,601         |                  |                  | 20           |
| Regula 107%: 1:12,979 |     |                   |                           |                  |                  |                  |              |
| Sursa:                |     |                   |                           |                  |                  |                  |              |

Note
- ^1 – Daniel Ricciardo a primit o penalizare de 5 locuri pe grila de start pentru o modificare a turbocompresoarelor.[2]
- ^2 – Esteban Ocon  a primit o penalizare de 5 locuri pentru o schimbare neprogramată a cutiei de viteze.

## Cursa
Cursa a avut loc pe 11 noiembrie 2018, începând cu ora locală 15:00 UTC-2, ora 19:00 EET, și a durat 71 de tururi.
| Poz.   | Nr. | Pilot             | Constructor               | Tururi | Timp/Retras    | Grilă | Puncte |
| ------ | --- | ----------------- | ------------------------- | ------ | -------------- | ----- | ------ |
| 1      | 44  | Lewis Hamilton    | Mercedes                  | 71     | 1:27:09,066    | 1     | 25     |
| 2      | 33  | Max Verstappen    | Red Bull Racing-TAG Heuer | 71     | +1,469         | 5     | 18     |
| 3      | 7   | Kimi Räikkönen    | Ferrari                   | 71     | +4,764         | 4     | 15     |
| 4      | 3   | Daniel Ricciardo  | Red Bull Racing-TAG Heuer | 71     | +5,193         | 11    | 12     |
| 5      | 77  | Valtteri Bottas   | Mercedes                  | 71     | +22,943        | 3     | 10     |
| 6      | 5   | Sebastian Vettel  | Ferrari                   | 71     | +26,997        | 2     | 8      |
| 7      | 16  | Charles Leclerc   | Sauber-Ferrari            | 71     | +44,199        | 7     | 6      |
| 8      | 8   | Romain Grosjean   | Haas-Ferrari              | 71     | +51,230        | 8     | 4      |
| 9      | 20  | Kevin Magnussen   | Haas-Ferrari              | 71     | +52,857        | 10    | 2      |
| 10     | 11  | Sergio Pérez      | Force India-Mercedes      | 70     | +1 tur         | 12    | 1      |
| 11     | 28  | Brendon Hartley   | Scuderia Toro Rosso-Honda | 70     | +1 tur         | 16    |        |
| 12     | 55  | Carlos Sainz Jr.  | Renault                   | 70     | +1 tur         | 15    |        |
| 13     | 10  | Pierre Gasly      | Scuderia Toro Rosso-Honda | 70     | +1 tur         | 9     |        |
| 14     | 31  | Esteban Ocon      | Force India-Mercedes      | 70     | +1 tur         | 18    |        |
| 15     | 2   | Stoffel Vandoorne | McLaren-Renault           | 70     | +1 tur         | 20    |        |
| 16     | 35  | Serghéi Sirótkin  | Williams-Mercedes         | 69     | +2 tururi      | 14    |        |
| 17     | 14  | Fernando Alonso   | McLaren-Renault           | 69     | +2 tururi      | 17    |        |
| 18     | 18  | Lance Stroll      | Williams-Mercedes         | 69     | +2 tururi      | 19    |        |
| Ab     | 27  | Nico Hülkenberg   | Renault                   | 32     | Supraîncălzire | 13    |        |
| Ab     | 9   | Marcus Ericsson   | Sauber-Ferrari            | 20     | Coliziune      | 6     |        |
| Sursa: |     |                   |                           |        |                |       |        |

Note
- ^1 – Stoffel Vandoorne și Fernando Alonso au primit fiecare o penalizare de 5 secunde pentru că au ignorat steagurile albastre.

## Clasamentele campionatelor după cursă
|  | Poz. | Pilot            | Puncte |
|  | ---- | ---------------- | ------ |
|  | 1    | Lewis Hamilton   | 383    |
|  | 2    | Sebastian Vettel | 302    |
|  | 3    | Kimi Räikkönen   | 251    |
|  | 4    | Valtteri Bottas  | 237    |
|  | 5    | Max Verstappen   | 234    |

|  | Poz. | Constructor               | Puncte |
|  | ---- | ------------------------- | ------ |
|  | 1    | Mercedes                  | 620    |
|  | 2    | Ferrari                   | 553    |
|  | 3    | Red Bull Racing-TAG Heuer | 382    |
|  | 4    | Renault                   | 114    |
|  | 5    | Haas-Ferrari              | 90     |